# Oliwia Woś
Oliwia Woś (Olesno, 15 augustus 1999) is een voetbalspeelster uit Polen. Ze speelt als verdediger voor 1. FC Nürnberg in de Bundesliga.

## Clubcarrière
Woś werd geboren in Olesno maar begon met voetballen bij FSV Witten in Duitsland. Ze kwam tot 2016 uit voor deze club totdat ze in dat jaar overstapte naar VfL Bochum. In Duitsland kwam Woś eveneens uit voor Herforder SV en Arminia Bielefeld. In 2018 verliet ze Duitsland om te gaan studeren aan de Wake Forest University en voetballen voor de Red Deacons. Na een jaar stapte Woś over naar de Indiana Hoosiers, waar ze drie jaar actief was.
In 2022 rondde Woś haar studeertijd af en ging ze voor het Zwitserse FC Zürich spelen. Voor deze club debuteerde ze in de Champions League 2022/23. Ook werd ze Zwitsers kampioen met FC Zürich. Na twee jaren ging ze een dienstverband aan bij competitiegenoot FC Basel. In 2025 keerde Woś terug naar haar geboorteland waar ze een contract tekende bij het maar de Bundesliga gepromoveerde 1. FC Nürnberg.

## Statistieken
| Seizoen | Club              | Land        | Competitie        | Wedstrijden | Doelpunten |
| ------- | ----------------- | ----------- | ----------------- | ----------- | ---------- |
| 2016/17 | Herforder SV      | Duitsland   | Tweede Bundesliga | 21          | 1          |
| 2017/18 | Arminia Bielefeld | Duitsland   | Tweede Bundesliga | 22          | 0          |
| 2022/23 | FC Zürich         | Zwitserland | Super League      | 15          | 3          |
| 2023/24 | FC Zürich         | Zwitserland | Super League      | 23          | 4          |
| 2024/25 | FC Basel          | Zwitserland | Super League      | 22          | 4          |
| Totaal  | Totaal            | Totaal      | Totaal            | 103         | 12         |

Bijgewerkt t/m 10 juni 2025.

## Interlandcarrière
Woś maakte haar debuut voor het Pools nationale team in 2017.